# Kuharszki Béla
Kuharszki Béla (Budapest, 1940. április 29. – 2016. március 7.) labdarúgó, csatár, jobbszélső. Az 1968–1969-es Vásárvárosok Kupája döntős Újpesti Dózsa játékosa.

## Pályafutása

### Klubcsapatban
A Gyárépítők csapatában kezdte a labdarúgást, az egyesületnek 1958-ig volt tagja. Már innen  bekerült az ifjúsági válogatottba 1957-ben, és ennek köszönhetően 1958-ban már bemutatkozhatott az élvonalban az Újpesti Dózsa játékosaként. Az 1959–1960-as idényben bajnokok lettek, emellett négyszer voltak ezüst- és kétszer bronzérmesek a bajnokságban 1968-ig, ameddig Újpesten játszott.
A nemzetközi kupákban az 1961–1962-es idényben a Kupagyőztesek Európa-kupája elődöntőjéig jutottak. Kétszer negyeddöntősök voltak a Vásárvárosok Kupájában, majd mikor az 1968–1969-es idényben a döntőbe jutott az Újpest, akkor Kuharszki csak az őszi mérkőzéseken volt a csapat tagja.
1969 és 1970 között a VM Egyetértés csapatában játszott még két szezont, majd Vecsésen fejezte be az aktív labdarúgást.

### Válogatottban
1960 és 1962 között 6 alkalommal szerepelt a válogatottban. Tagja volt az 1962-es chilei világbajnokságon részt vevő csapatnak. 1957 és 1958 között 12-szeres ifjúsági válogatott volt és 5 gólt szerzett. 1960-ban egyszeres olimpiai válogatott volt.

## Sikerei, díjai

### Játékosként
- Magyar bajnokság
  - bajnok: 1959–1960
  - 2.: 1960–1961, 1961–1962, 1967, 1968
  - 3.: 1962–1963, 1965
- Kupagyőztesek Európa-kupája (KEK)
  - elődöntős: 1961–1962
- Vásárvárosok kupája (VVK)
  - döntős: 1968–1969
  - negyeddöntős: 1963–1964, 1965–1966

## Statisztika

### Mérkőzései a válogatottban
| Magyarország | Magyarország       | Magyarország                        | Magyarország | Magyarország | Magyarország | Magyarország  | Magyarország | Magyarország |
| #            | Dátum              | Helyszín                            | Hazai        | Eredmény     | Vendég       | Kiírás        | Gólok        | Esemény      |
| ------------ | ------------------ | ----------------------------------- | ------------ | ------------ | ------------ | ------------- | ------------ | ------------ |
| 1.           | 1960. október 9.   | Budapest, Népstadion                | Magyarország | 1 – 1        | Jugoszlávia  | barátságos    | -            | 80'          |
| 2.           | 1961. április 30.  | Rotterdam, Feijenoord Stadion       | Hollandia    | 0 – 3        | Magyarország | vb-selejtező  | -            |              |
| 3.           | 1961. május 7.     | Belgrád, JNA-stadion                | Jugoszlávia  | 2 – 4        | Magyarország | barátságos    | -            | 19'          |
| 4.           | 1961. június 11.   | Budapest, Népstadion                | Magyarország | 1 – 2        | Ausztria     | barátságos    | -            | 74'          |
| 5.           | 1961. december 13. | Santiago, Estadio Nacional          | Chile        | 0 – 0        | Magyarország | barátságos    | -            | 75'          |
| 6.           | 1962. június 6.    | Rancagua, Estadio El Teniente (CHI) | Magyarország | 0 – 0        | Argentína    | vb-csoportkör | -            |              |
|              | Összesen           |                                     |              | 6            | mérkőzés     |               | 0            | gól          |